# Naturdenkmal Felsklippen Weninghausen
Das Naturdenkmal Felsklippen Weninghausen mit einer Größe von 0,7 ha liegt südwestlich von Weninghausen im Stadtgebiet von Sundern (Sauerland). Das Gebiet wurde 1993 mit dem Landschaftsplan Sundern durch den Hochsauerlandkreis als Naturdenkmal (ND) ausgewiesen.